# بیانکا فارلا
بیانکا فارلا (انگلیسی: Bianca Farella؛ زادهٔ ۱۰ آوریل ۱۹۹۲) ورزشکار راگبی ۷ نفره اهل کانادا است.
وی در مسابقات کشوری و بین‌المللی در مجموع برندهٔ ۱ مدال نقره، ۱ مدال برنز شده‌است.